# Psací stroj pro nevidomé

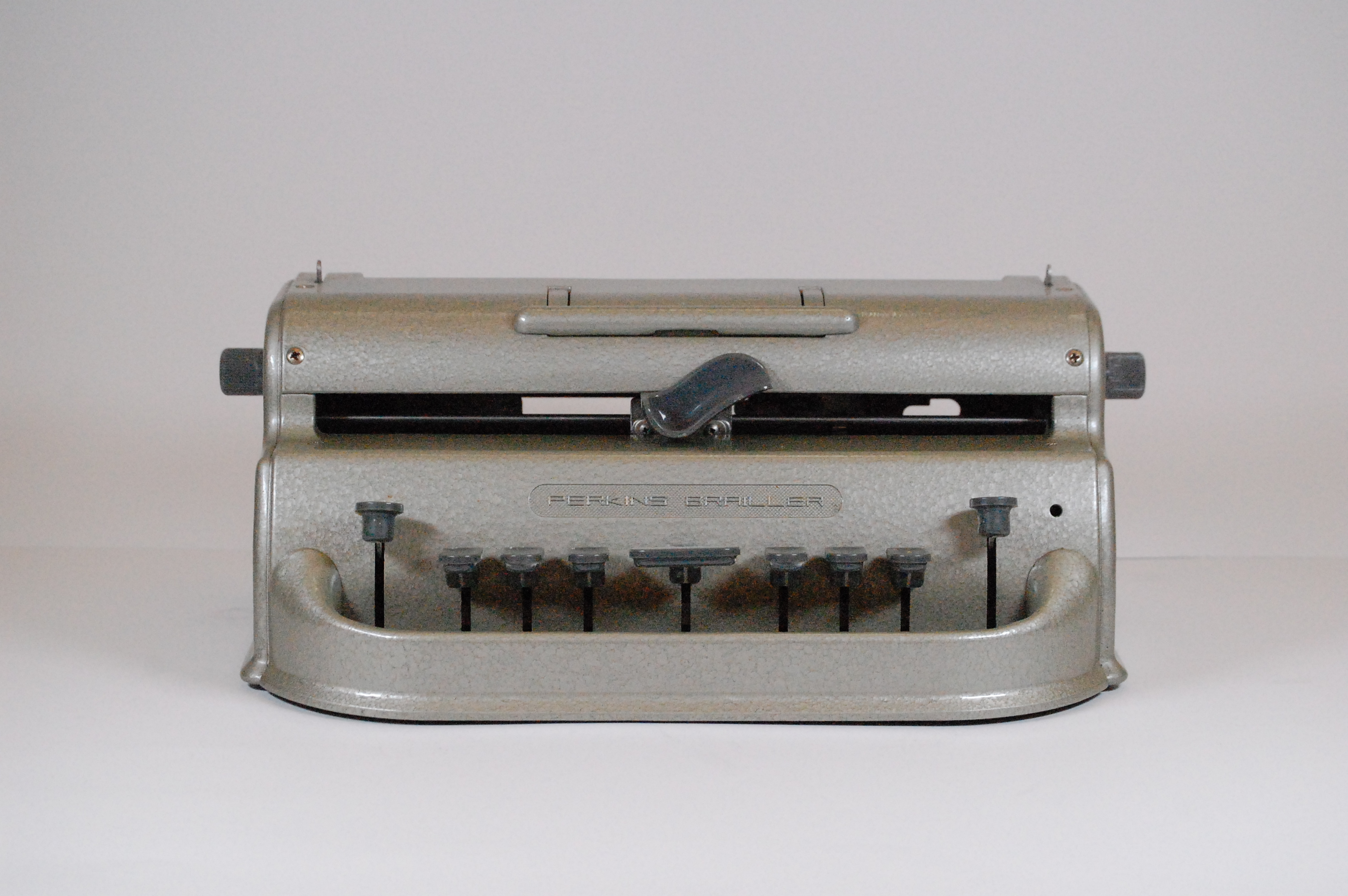
Perkins brailler (USA)

Psací stroj pro nevidomé (někdy také pichtův psací stroj, či braillův psací stroj) je mechanické zařízení, které slouží k zápisu braillova písma na papír.
Vyrábějí se v mnoha zemích po celém světě. Mezi hlavní výrobce patřilo Německo a USA, ale vlastní stroj vyrábělo i Slovensko.

## Funkce
Oproti desítkám kláves, které mají klasické psací stroje, má psací stroj pro nevidomé ve většině případů pouze sedm kláves - šest kláves pro jednotlivé body v mřížce, které tvoří braillovo písmo, a jednu klávesu pro mezerník. Klávesnice je koncipována tak, že se může zmáčknout více kláves najednou, protože při každém stisknutí se zapisuje jedna mřížka braillova písma, která tvoří jeden znak.

K zápisu se používá speciální papír, který je tlustší, než papír klasický. Některé stroje také používaly papírovou pásku podobnou děrné pásce. 

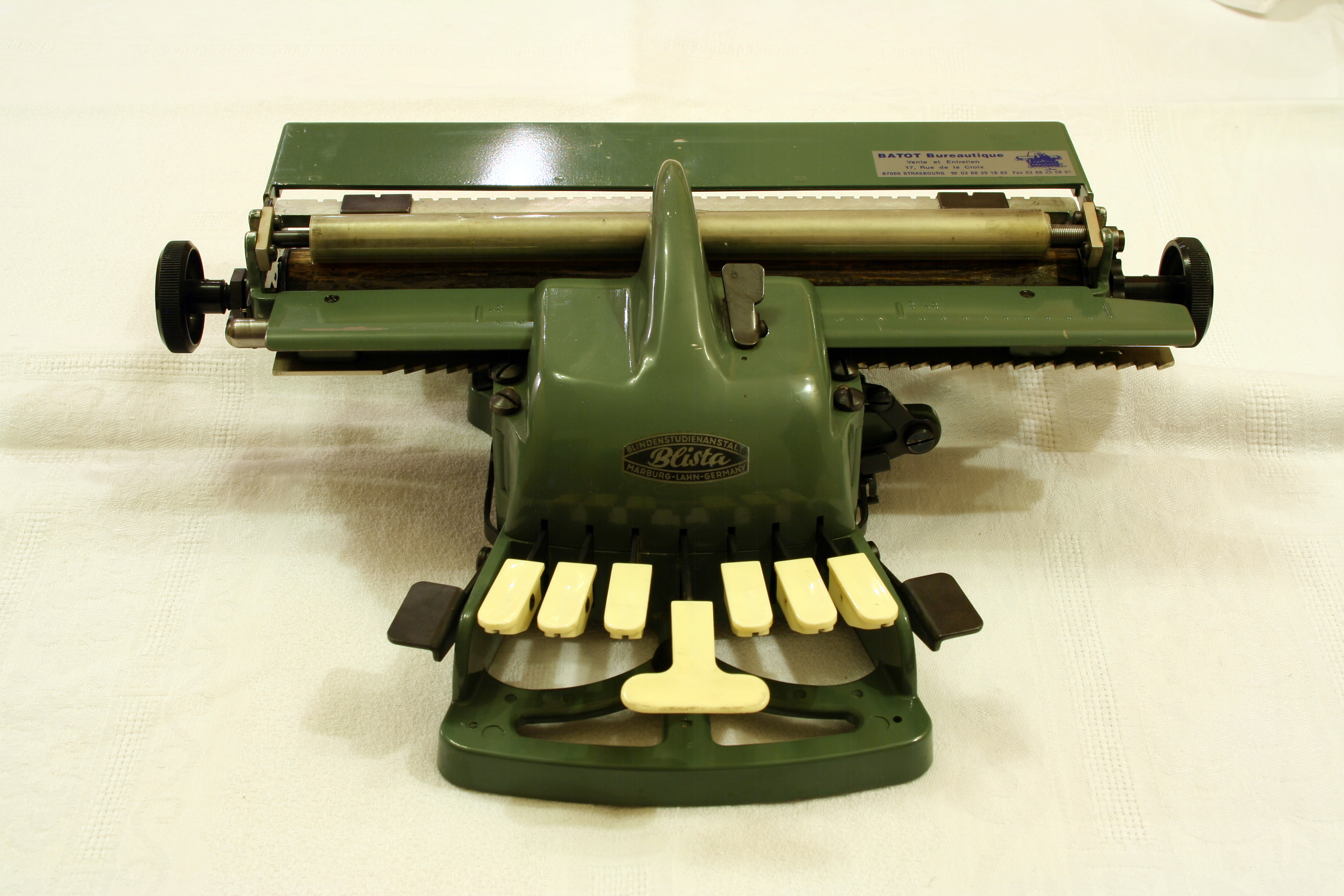
Psací stroj pro nevidomé značky Blista (Německo)

## Historie
Ještě před vynálezem prvního psacího stroje pro nevidomé existovala podobná zařízení pro zápis braillova písma. Předchůdcem byl například raligraf.
První psací stroj pro nevidomé vynalezl v roce 1892 Frank Haven Hall, který pracoval ve škole pro nevidomé v Illinois. Svůj vynález však nechránil patentem, ani nechtěl na jeho prodeji vydělávat.
V roce 1901 si zaregistroval svůj patent Oskar Picht, podle které se občas v česku používá název "pichtův psací stroj". Oskar Picht je v Evropě často označován za prvního vynálezce psacího stroje pro nevidomé.
V USA se používá primárně název "Perkins brailler". Tento název je odvozen Perkinsovi školy pro nevidomé ("Perkins School for the Blind"), pro kterou v roce 1951 vynalezl David Abraham specificky vypadající, americký psací stroj pro nevidomé.
S rozšiřující se oblibou počítačů, a speciálních programů pro nevidomé, obliba psacího stroje pro nevidomé postupně klesá.